# 18639 Aoyunzhiyuanzhe
18639 Aoyunzhiyuanzhe este un asteroid din centura principală de asteroizi.

## Descriere
18639 Aoyunzhiyuanzhe este un asteroid din centura principală de asteroizi. A fost descoperit pe 5 martie 1998 la Xinglong în cadrul programului Beijing Schmidt CCD Asteroid Program. Asteroidul prezintă o orbită caracterizată de o semiaxă mare de 2,69 ua, o excentricitate de 0,02 și o înclinație de 2,5° în raport cu ecliptica.